# Schuttersvis
De schuttersvis (Toxotes chatareus) is een straalvinnige vissensoort uit de familie van de schuttersvissen (Toxotidae). De wetenschappelijke naam van de soort is voor het eerst geldig gepubliceerd in 1822 door Hamilton.

## Kenmerken
De tot 40 cm lange en tot 1 kg zware schuttersvis heeft een samengedrukt lichaam met een grote aarsvin, kleine borstvinnen, grote ogen en een puntig hoofd met een grote mond. Het zilverkleurige lichaam heeft donkere vlekken langs de zijkant. De vinranden zijn donkergekleurd.

## Leefwijze
Deze vis kan een insect, dat zich op een tak boven het water bevindt, met een gerichte straal waterdruppels van die tak spuwen, waardoor het insect in het water valt en opgegeten wordt. Dit doet hij door met zijn tong tegen zijn gehemelte te drukken en gelijktijdig zijn kieuwen snel te sluiten. De nauwkeurigheid van de schuttersvis is nog opmerkelijker omdat hij onderwater is en hij daarom rekening moet houden met de lichtbreking.
De vis heeft ook de mogelijkheid om uit het water te springen om een insect van zijn tak te eten. In Papua New Guinea is bekend dat de schuttersvis ook fruit eet, maar elders bestaat zijn dieet uit insecten. Omdat het een scholenvis is, worden regelmatig de insecten opgegeten die door andere schuttersvissen in het water worden geschoten.

## Voortplanting
De voortplanting vindt plaats vroeg in het natte seizoen. De schuttersvissen komen dan in grote scholen bij elkaar op plekken met zoetwater. Het vrouwtje zet grote hoeveelheden zeer kleine eitjes af, die dan bevrucht worden door het mannetje.

## Verspreiding en leefgebied
Deze soort komt voor in Zuidoost-Azië en noordelijk Australië in brakke kustwateren, maar ook in zoete meren en rivieren met overhangende vegetatie.